# Spoorlijn Mönchengladbach - Krefeld-Oppum
De spoorlijn Mönchengladbach - Krefeld-Oppum (Duits: Bahnstrecke Mönchengladbach - Krefeld-Oppum) is een spoorlijn tussen Mönchengladbach en Krefeld in de Duitse deelstaat Noordrijn-Westfalen. De spoorlijn is als lijn 2520 onder beheer van DB Netze.

## Geschiedenis
Het traject werd door de Ruhrort-Crefeld-Kreis Gladbacher Eisenbahn-Gesellschaft geopend tussen Mönchengladbach en Viersen op 15 oktober 1851 en tussen Viersen en Krefeld-Uerdingen op 15 oktober 1849. Tot 1907 volgde de lijn een volkomen recht tracé van Viersen naar Krefeld-Uerdingen. Daarna is de lijn ten westen van Krefeld Hauptbahnhof naar het noorden verlegd. Ten oosten van Krefeld Hauptbahnhof is het oude tracé gesloten en een nieuwe aansluiting bij Krefeld-Oppum gerealiseerd.

## Treindiensten
De Deutsche Bahn verzorgt het personenvervoer op dit traject met IC, RE en RB treinen. De Eurobahn verzorgt het personenvervoer met RE treinen.
| Serie       | Treinsoort                      | Route | Bijzonderheden |
| ----------- | ------------------------------- | --- | --- |
| IC/EC 32    | Intercity (DB Fernverkehr)      | [ [ Ostseebad Binz – Stralsund Hbf – Greifswald ] / [ Seebad Heringsdorf – Zinnowitz ] – Züssow – Pasewalk – Angermünde – Berlin Gesundbrunnen ] / [ Dresden Hbf – Berlin Südkreuz – Berlin Hbf ] – Berlin-Spandau – Stendal Hbf – Wolfsburg Hbf – Hannover Hbf – [ Herford – Bielefeld Hbf – Gütersloh Hbf – Hamm (Westf) – Dortmund Hbf – Bochum Hbf – Essen Hbf – Mülheim (Ruhr) Hbf ] / [ Osnabrück Hbf – Münster Hbf – Recklinghausen Hbf – Wanne-Eickel Hbf – Gelsenkirchen Hbf – [ Essen Hbf – Mülheim (Ruhr) Hbf ] / [ Oberhausen Hbf ] ] – Duisburg Hbf – [ [ Krefeld Hbf ] / [ Düsseldorf Flughafen – Düsseldorf Hbf – Neuss Hbf ] – Mönchengladbach Hbf – Aachen Hbf ] / [ Düsseldorf Flughafen – Düsseldorf Hbf – Köln Hbf – Bonn Hbf – Remagen – Andernach – Koblenz Hbf – Bingen (Rhein) Hbf – Mainz Hbf – Worms Hbf – Mannheim Hbf – Heidelberg Hbf – Vaihingen (Enz) – Stuttgart Hbf – [ Reutlingen – Tübingen ] / [Plochingen – Göppingen – Ulm Hbf – [ Biberach (Riß) – Ravensburg – Friedrichshafen Stadt – Lindau Hbf – Bregenz – Dornbirn – Feldkirch – Bludenz – Landeck-Zams – Imst-Pitztal – Telfs-Pfaffenhofen – Innsbruck Hbf ] / [ Günzburg – Augsburg Hbf – München-Pasing – München Hbf – Rosenheim – Bad Endorf – Prien a Chiemsee – Traunstein – Freilassing – Salzburg Hbf – Golling-Abtenau – Bischofshofen – St. Johann im Pongau – Schwarzbach-St. Veit – Dorfgastein – Bad Hofgastein – Bad Gastein – Mallnitz-Obervellach – Spittal-Milstättersee – Villach Hbf – Velden am Wörthersee – Pörtschach am Wörthersee – Krumpendorf am Wörthersee – Klagenfurt Hbf ] ] | 's Zomers één trein per richting per week tussen Keulen en Binz/Heringsdorf. Enkele treinen tussen Hannover en Essen via Münster. Één trein per dag vanaf Ulm naar Innsbruck. Doordeweeks één trein per dag vanaf Stuttgart naar Tübingen. |
| RE 42       | Regional-Express (DB Regio NRW) | Mönchengladbach Hbf – Viersen – Krefeld Hbf – Duisburg Hbf – Essen Hbf – Gelsenkirchen Hbf – Wanne-Eickel Hbf – Recklinghausen Hbf – Münster (Westf) Hbf | Niers-Haard-Express |
| 20050 RE 13 | Regional-Express (Eurobahn)     | Venlo – Mönchengladbach Hbf – Neuss Hbf – Düsseldorf Hbf – Wuppertal Hbf – Hagen Hbf – Hamm (Westf) | Maas-Wupper-Express |
| RB 33       | Regionalbahn (DB Regio NRW)     | Aachen Hbf – Herzogenrath – Lindern – / [ Heinsberg (Rheinl) ] Rheydt Hbf – Mönchengladbach Hbf – Viersen – Krefeld Hbf – Rheinhausen – Duisburg Hbf – Mülheim (Ruhr) Hbf – Essen Hbf | Rhein-Niers-Bahn Trein splitst en combineert in Lindern. |

## Aansluitingen
In de volgende plaatsen is of was er een aansluiting op de volgende spoorlijnen:
Mönchengladbach Hauptbahnhof
DB 33, spoorlijn tussen Mönchengladbach-Neuwerk en Mönchengladbach Hauptbahnhof
DB 2521, spoorlijn tussen Mönchengladbach en Rheydt-Odenkirchen
DB 2550, spoorlijn tussen Aken en Kassel
Viersen Helenabrunn
DB 2522, spoorlijn tussen Viersen-Helenabrunn en Rheydt Güterbahnhof
Viersen
DB 2510, spoorlijn tussen Viersen en Venlo
DB 2511, spoorlijn tussen Neersen en Viersen
DB 9251, spoorlijn tussen Krefeld en Viersen
Krefeld Hauptbahnhof
DB 2500, spoorlijn tussen Krefeld Hbf en Krefeld-Linn
DB 2501, spoorlijn tussen Krefeld en Mönchengladbach-Speick
DB 2502, spoorlijn tussen Krefeld Hauptbahnhof en Krefeld Süd
DB 2610, spoorlijn tussen Keulen en Kranenburg
DB 9250, spoorlijn tussen Krefeld en Moers
DB 9258, spoorlijn tussen Krefeld en Moers
Krefeld-Oppum
DB 2503, spoorlijn tussen Krefeld-Oppum Of en Krefeld-Oppum Ko
DB 2505, spoorlijn tussen Krefeld en Bochum
DB 2610, spoorlijn tussen Keulen en Kranenburg
Krefeld-Uerdingen
DB 2343, spoorlijn tussen Krefeld-Uerdingen en Bockum
DB 2504, spoorlijn tussen de aansluiting Lohbruch en Rheinhausen
DB 2505, spoorlijn tussen Krefeld en Bochum

## Elektrische tractie
Het traject werd in 1964 geëlektrificeerd met een wisselspanning van 15.000 volt 16⅔ Hz.